# Surface lunaire de l'acétabulum
La surface lunaire de l'acétabulum est une surface articulaire en forme de croissant située à la périphérie de l'acétabulum.

## Description
La surface lunaire de l'acétabulum a une forme de croissant ouvert en bas sur l'incisure de l'acétabulum.
Cette surface complétée par le labrum acétabulaire forme la surface articulaire coxale de l'articulation coxo-fémorale avec la tête du fémur.